# Megaselia curvitibia
Megaselia curvitibia är en tvåvingeart som beskrevs av Rudolf Beyer 1965. Megaselia curvitibia ingår i släktet Megaselia och familjen puckelflugor. Inga underarter finns listade i Catalogue of Life.